# Kronojägare

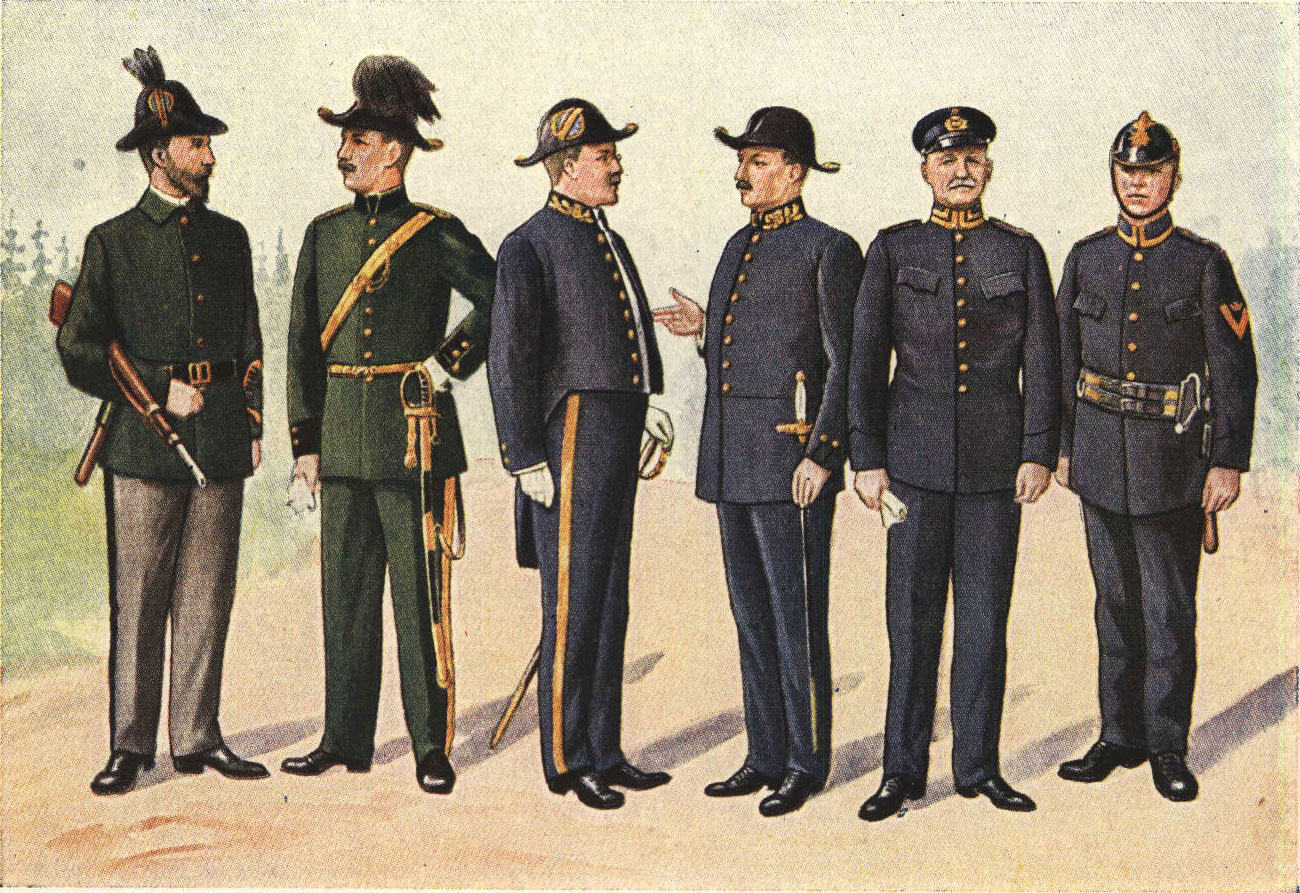
Kronojägare i uniform (längst till vänster) år 1920.

Kronojägare var en yrkestitel för skogvaktare anställda av statliga Domänverket. En kronojägare var chef för en bevakning, ett skogsområde som 1990 kunde variera mellan 10 000 och 20 000 hektar. Inom sin bevakning ansvarade kronojägaren för avverkning, skogsvård, skoglig planering samt viss jakttillsyn. Till sin hjälp hade han flera arbetslag med skogshuggare och skogsmaskiner, och arbetsledning var en stor del av kronojägarens arbete. Kronojägare var oftast utbildade skogstekniker men kunde även vara skogsmästare. 
När Domänverket i början av 1990-talet omvandlades till det statliga bolaget Assi Domän, sedermera Sveaskog ersattes kronojägare som yrkestitel av de mer specialiserade befattningarna avverkningsledare, planerare och virkesköpare.